# C/1961 T1 Seki
C/1961 T1 Seki è una cometa non periodica, in effetti è una cometa a lungo periodo. La cometa è stata scoperta il 10 ottobre 1961 . La cometa divenne visibile ad occhio nudo: tra il 13 e il 15 novembre 1961 era di 4,0a  , la mattina del 14 novembre raggiunse la 3,0a . La cometa ha un'orbita retrograda ed è considerata il corpo d'origine dello sciame meteorico delle Rho Virginidi di dicembre .